# إنريكي سيمونيه
إنريكي سيمونيه لومباردو (بالإسبانية: Enrique Simonet Lombardo)‏ وهو رسام إسباني ولد في يوم 2 فبراير 1866 في مدينة فالنسية في إسبانيا، وتوفي في 20 أبريل 1927 في مدريد.